# Apollo von Vilbel

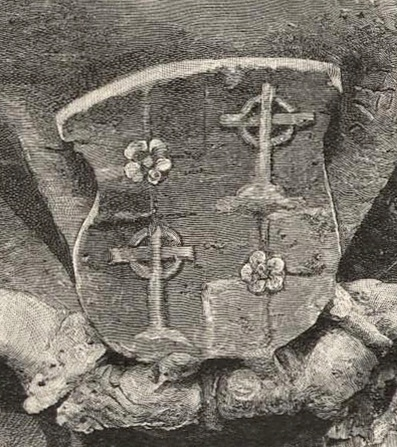
Wappenstein Apollos von Vilbel, Kloster Limburg, Bad Dürkheim

Apollo von Vilbel, auch Apel von Vilbel (* um 1480; † 18. August 1536 in Petersberg), war ein Benediktinerabt und Chronist.

## Leben und Wirken

### Herkunft
Er entstammte dem in der Wetterau ansässigen Ministerialengeschlecht der Ritter von Vilbel, dessen Ursprung in der Burg Vilbel bei der Stadt Bad Vilbel liegt. Diese führten einen silbern-rot quadrierten Wappenschild mit einer mittigen Rose, welches der spätere Abt auch in sein persönliches Wappen übernahm. 

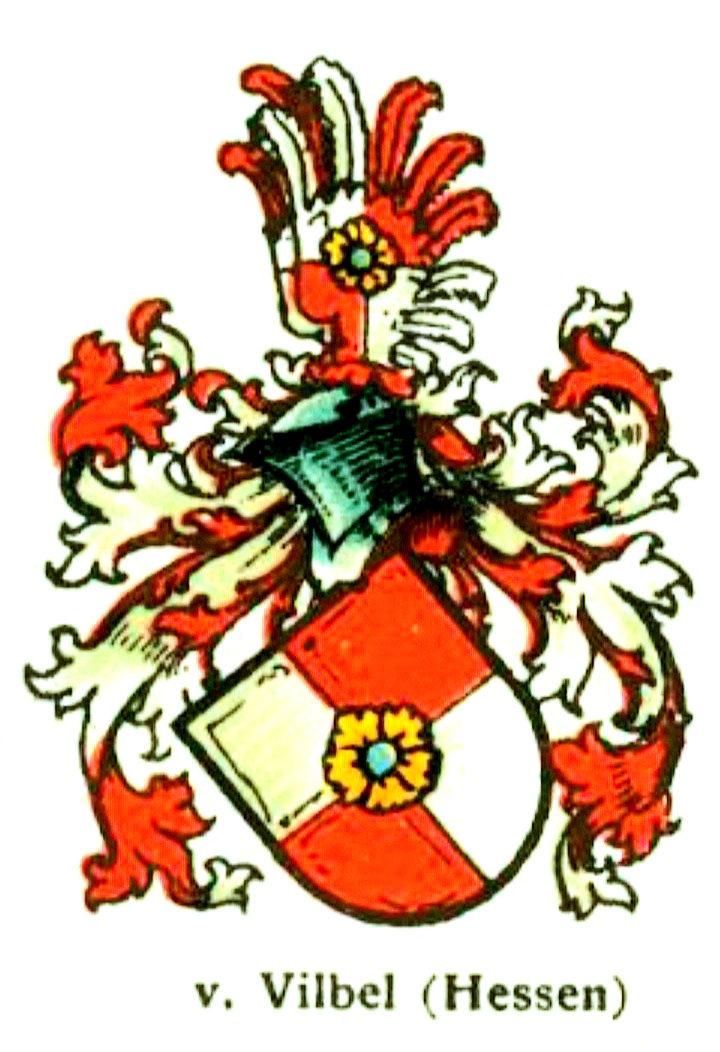
Wappen derer von Vilbel

Als Eltern werden der Friedberger Burgmann Walter von Vilbel und Gisela geb. von Dorfelden genannt. Dies entspricht auch den Ahnenwappen auf seiner erhaltenen Grabplatte, nach diesen kam die Großmutter aus dem Geschlecht der Wais von Fauerbach.
Apollos Bruder Wendelin von Vilbel († 1540) amtierte als Dekan des Ritterstiftes St. Ferrutius Bleidenstadt und starb nach der dortigen Grabinschrift als letzter männlicher Spross seiner Familie; zeitlebens sei er ein bescheidener und edler Freund der Nächstenliebe gewesen.

### Ordenszugehörigkeit
Apollo von Vilbel trat in das Kloster Fulda ein. Bereits 1504 ist er als Kanoniker und Kellner des Stiftes belegt. 1513–1514 und wieder ab 1523 amtierte er hier als Stiftsdekan. Zudem war er ab 1510 Propst des Benediktinerinnenklosters Rohr, ab etwa 1513 auch Propst der 
Stiftsfiliale auf dem Petersberg.

### Abt

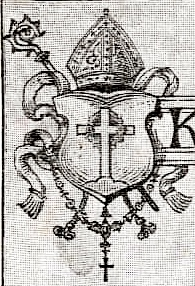
Wappen des Klosters Limburg: Kreuz mit Dornenkrone

Nach dem Tod des Werner Breder von Hohenstein († 1531) wählte man Apollo von Vilbel am 4. November 1531 zu dessen Nachfolger als 57. Abt des Pfälzischen Klosters Limburg, welches in Apollos Heimat den zugehörigen Filialkonvent Naumburg besaß. Zu dieser Zeit war er kein Fuldaer Stiftsdekan mehr, hatte aber zeitlebens die Propsteiwürde zu Petersberg inne. Über die Großmutter dürfte sein Limburger Abtsvorgänger Machar Wais von Fauerbach († 1509) mit ihm verwandt gewesen sein.
Der Lokalhistoriker Johann Georg Lehmann beschreibt Apollo von Vilbel als „gelehrten Mann und unternehmenden Kopf“, Franz Xaver Remling rühmt seine Kenntnisse und seinen unbescholtenen Lebenswandel. Unter Vermittlung des Pfälzer Kurfürsten Ludwig V.  gelang ihm 1534 in Heidelberg ein vorteilhafter Vergleich mit den Grafen von Leiningen, wodurch die Abtei Limburg viele ihr entfremdete Rechte zurückerhielt. Tatkräftig betrieb er auch den Wiederaufbau des 1504 niedergebrannten Klosters, wobei er insbesondere die Wohnungen der Kleriker und die Abtswohnung wiederherstellen ließ. Am Westgiebel des Sommerrefektoriums existiert in diesem Zusammenhang ein Wappenstein von Abt Apollo.
1536 reiste Apollo von Vilbel in die Propstei Petersberg, wo er erkrankte und im August des Jahres verstarb. In der zugehörigen Kirche setzte man ihn bei. Seine Grabplatte ist dort erhalten, war jedoch lange verschollen und diente in Zweitverwendung als Altarstein. Das darauf abgebildete Wappen entspricht dem in der Abtei Limburg vorhandenen und setzt sich zusammen aus dem Limburger Abteiwappen (Kreuz mit Dornenkrone) und dem Vilbeler Familienwappen.

### Autor
Abt Apollo war historisch interessiert und verfasste kurz vor seinem Tod einen lateinischen Abtskatalog des Stiftes Fulda, mit geschichtlichen Anmerkungen. Er wurde von Wilhelm Werner von Zimmern ins Deutsche übertragen und bis in die Neuzeit öfter aufgelegt. Ebenso hinterließ er eine handschriftliche Chronik zur Geschichte des Stiftes Fulda und der Propstei Petersberg, in welcher er u. a. deren Plünderung im Bauernkrieg schildert. Diese Chronik liegt heute in der Bibliothek des bischöflichen Priesterseminars Fulda und wurde 1889 von Joseph Rübsam in der Zeitschrift für hessische Geschichte und Landeskunde  veröffentlicht.

## Galerie

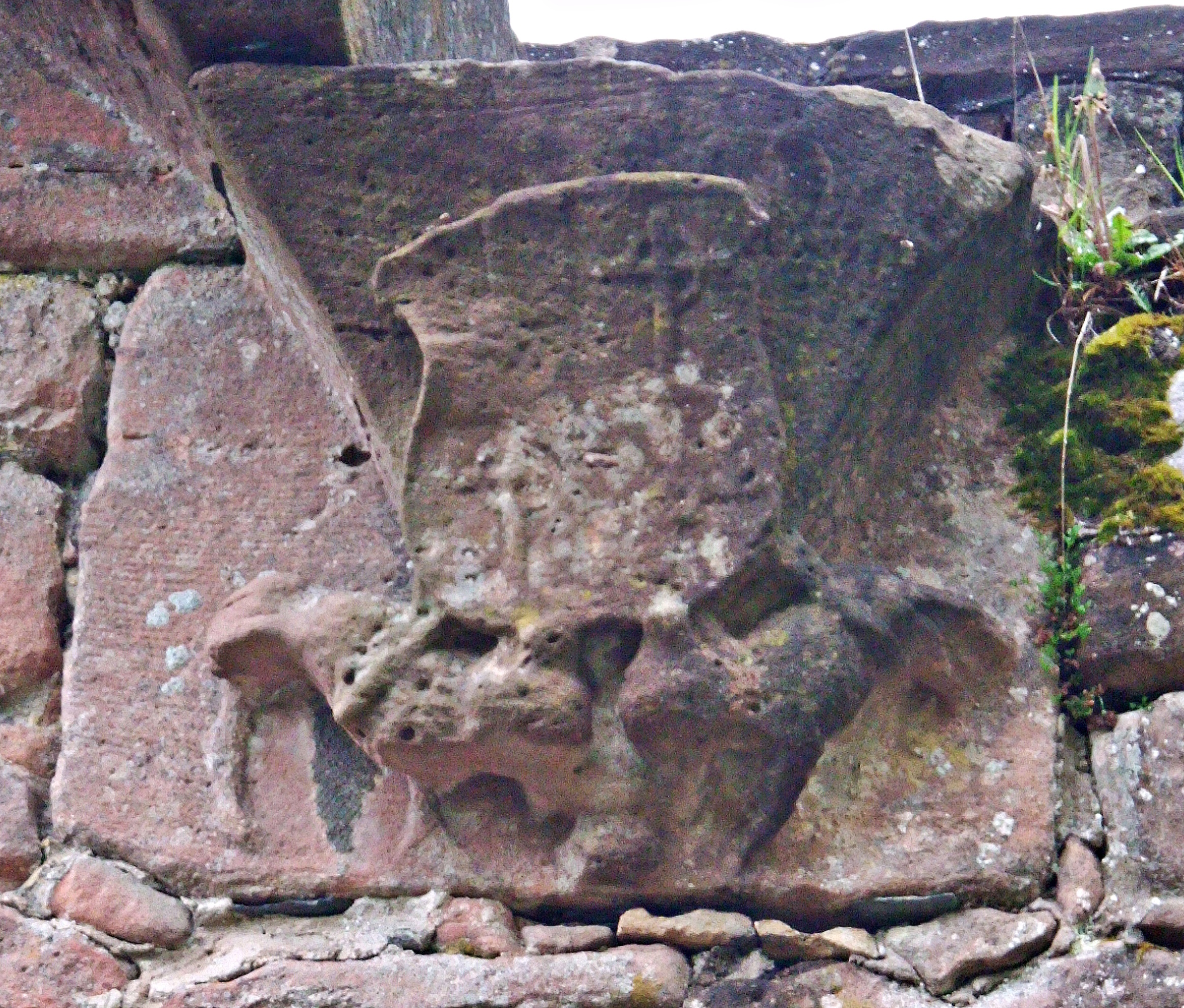
Wappenstein am Sommerrefektorium, Zustand 2015
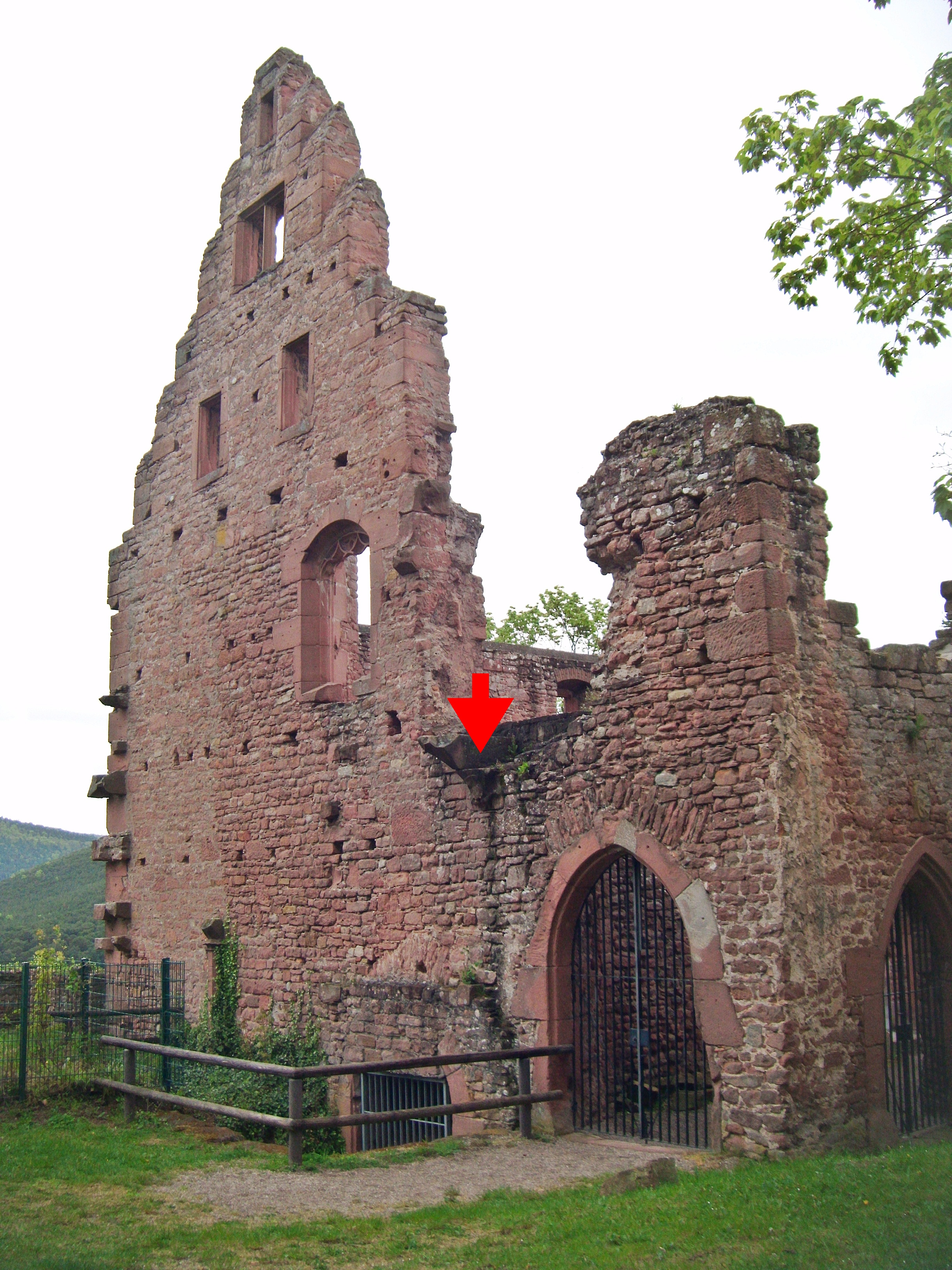
Klosterruine Limburg, äußere Westwand des Sommerrefektoriums mit Kennzeichnung der Lage des Wappensteins